# Euceroplatus gressitti
Euceroplatus gressitti är en tvåvingeart som beskrevs av Loïc Matile 1990. Euceroplatus gressitti ingår i släktet Euceroplatus och familjen platthornsmyggor. Inga underarter finns listade i Catalogue of Life.